# جغرافيا روسيا
تمتد دولة روسيا على معظم أوراسيا الشمالية. تعد أكبر دولة في العالم من ناحية المساحة، فهي تضم الكثير من أوروبا الشرقية وشمال آسيا. نظرًا لحجمها، تعرِض روسيا الرتابة والتنوع. تمتد مناخاتها وغطاؤها النباتي وأتربتها لمسافات شاسعة، كما هو الحال مع طبوغرافيتها. من الشمال إلى الجنوب، يكسو السهل الأوروبي الشرقي بشكل متسلسل التندرا والغابات الصنوبرية (تايغا) والغابات المختلطة والعريضة والأراضي العشبية (السهوب) وشبه الصحراوية (مهدبةً بحر قزوين)، إذ إن التغيرات في الغطاء النباتي تعكس التغيرات المناخية. تدعم سيبيريا سلسلة مماثلة، غير أن أغلبها تايغا. تضم البلاد أربعين محمية من محميات المحيط الحيوي التابعة لليونسكو.

## الموقع والحدود
تقع معظم روسيا في خطوط العرض الشمالية والغربية والشرقية من نصف الكرة الشمالي، وهي أقرب بكثير إلى القطب الشمالي منها إلى خط الاستواء. لا تشكل مقارنات البلدان الفردية قيمة كبيرة في قياس حجم روسيا وتنوعها الهائل. تشمل مساحة البلاد البالغة 17.09 مليون كيلومتر مربع، ثُمن مساحة الأرض المأهولة. يعد الجزء الأوروبي الذي يحتل جزءًا كبيرًا من أوروبا القارية، موطنًا لمعظم الأنشطة الصناعية الروسية، حيث تتشكل الإمبراطورية الروسية، بين نهر دنيبر وجبال الأورال تقريبًا. تضم روسيا الجزء الشمالي من آسيا بأكمله.
من الغرب إلى الشرق، تمتد البلاد من كالينينغراد (المنطقة الحبيسة التي انفصلت نتيجة إعادة تأسيس دولة ليتوانيا عام 1990 من الاتحاد السوفياتي آنذاك) إلى جزيرة راتمانوف (إحدى جزر ديوميد) في مضيق بيرنغ. تمتد هذه المسافة نحو 6800 كم (4200 ميل) إلى نومي، ألاسكا.
تتراوح البلاد من الشمال إلى الجنوب من الطرف الشمالي للجزر القطبية الروسية في فرانز جوزيف لاند إلى الطرف الجنوبي لجمهورية داغستان على بحر قزوين، الذي يمتد على نحو 4500 كيلومتر (2800 ميل) من التضاريس شديدة التنوع التي غالبًا ما تكون قاسية.
تعَد الحدود الروسية، البالغ طولها 57792 كيلومترًا (35910 ميل) أطول الحدود في العالم. توجد على طول الحدود البرية -البالغة 20139 كيلومتر- حدود مع أربع عشرة دولة هي: النرويج وفنلندا وإستونيا ولاتفيا وليتوانيا وبولندا (عبر أوبلاست كالينينغرادسكايا) وروسيا البيضاء وأوكرانيا وجورجيا وأذربيجان وكازاخستان ومنغوليا والصين وكوريا الشمالية.
تحد مياه البحر نحو ثلثي الحدود. يقع كل الساحل الشمالي الطويل فوق الدائرة القطبية الشمالية تقريبًا، باستثناء ميناء مورمانسك الذي يستقبل تيارات أكثر دفئًا -إلى حد ما- مما كان متوقعًا عند خط العرض هذا؛ وذلك بسبب تأثيرات تيار الخليج، إذ يُحتبس الساحل في الجليد معظم العام. تغسل الشواطئ الروسية، 13 بحرًا وأجزاء من المحيطيين المتجمد الشمالي والهادئ.
تشارك روسيا حدودًا بحرية مع الولايات المتحدة واليابان.

## التقسيم الإداري والإقليمي

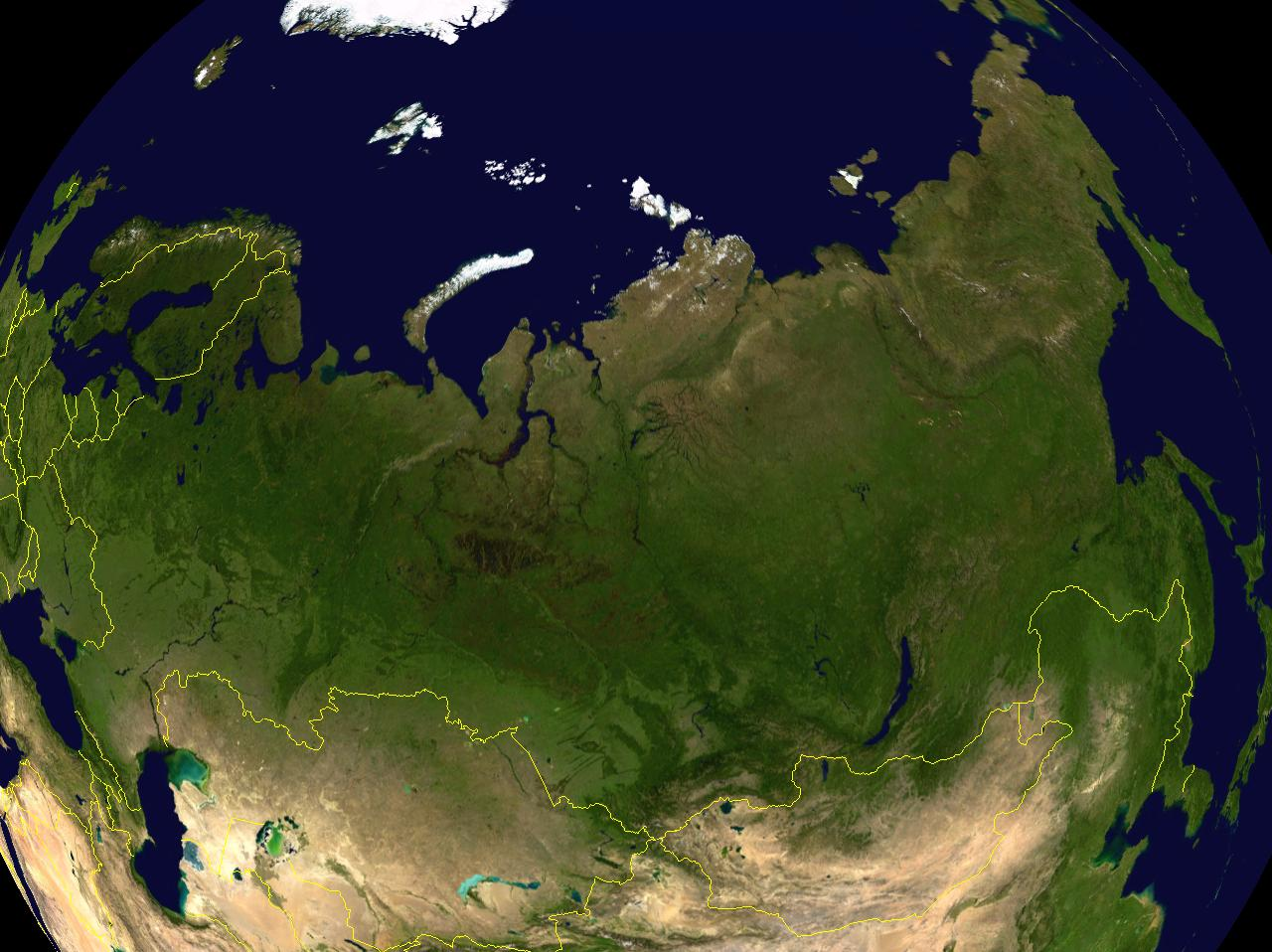
وكالة ناسا للرياح العالمية، صور الأقمار الصناعية لروسيا

مع بعض التغييرات في الوضع، احتُفظ بمعظم التقسيمات الإدارية والإقليمية في الحقبة السوفياتية في الجمهورية الروسية لتكوين الاتحاد الروسي. منذ عام 2014، قُسمت روسيا إلى 85 كيان إقليمي إداري (تسمى كيانات روسيا الاتحادية): 22 جمهورية و9 كرايات (مقاطعات) و46 أوبلاست (محافظات)، وأوبلاست واحد مستقل ذاتيًا، و 4 مناطق مستقلة ذاتيًا، و3 مدن اتحادية، وهي موسكو وسانت بطرسبرغ وسيفاستوبول.
تحتوي الجمهوريات تنوعًا كبيرًا من الشعوب، بما في ذلك شعوب شمال أوروبا والتتار والقوقاز وسكان سيبريا الأصليين. توجد أكبر كيانات روسيا الاتحادية في سيبيريا. تقع جمهورية ساخا (ياقوتيا) في شرق وسط سيبيريا، وهي أكبر كيان اتحادي في البلاد (وأكبر تقسيم فرعي في العالم)، أي ضعف مساحة ألاسكا. تعَد كراسنويارسك كراي الواقعة غرب ساخا في سيبيريا، الثانية في الحجم. تعتبر أوبلاست كالينينغرادسكايا أصغر أوبلاست أو محافظة، وهي من الكيانات غير المتجاورة المكونة لروسيا. أما جمهورية إنغوشيتيا فهي أصغر جمهورية وأصغر كيان اتحادي لروسيا باستثناء المدن الاتحادية الثلاث. توجد أكثر مدينتين اكتظاظًا بالسكان -موسكو أوبلاست (مع موسكو) وكراسنودار كراي- في روسيا الأوروبية.

## الجغرافيا السكانية في روسيا
حتى عام 2018، بلغ عدد سكان روسيا 146.9 مليون نسمة. تحتل روسيا المرتبة التاسعة من بين أكبر تعداد سكاني في العالم.

### المناطق الحضرية
يبلغ عدد سكان العاصمة الروسية موسكو 12.166 مليون نسمة، وسانت بطرسبرغ 4.93 مليون نسمة ونوفوسيبيرسك 1.497 مليون نسمة، وييكاتيرينبرج 1.379 مليون نسمة، ونيجني نوفغورود 1.212 مليون نسمة، وسامرا 1.164 مليون نسمة. يجعل هذا من موسكو المدينة الأكثر اكتظاظًا بالسكان في روسيا. حتى عام 2017، كان 74.29% من السكان يقطنون المناطق الحضرية.

## الاقتصاد الروسي
انقلب الانخفاض الأخير في الاقتصاد الروسي، وكان من المتوقع أن يبلغ زخم الاقتصاد ذروته بنسبة بسيطة تبلغ 3.1% في عام 2018. أظهرت روسيا المزيد من الأمن الاقتصادي الكلي عبر مواصلة انتعاشها الذي اشتدت حدته بفعل القطاعات غير التجارية. أثبتت أيضًا أسعار الطاقة المرتفعة -التي أدت إلى زيادة الفائض التجاري- استمرارها في تعزيز الاقتصاد الحالي. ساعد تطهير البنك المركزي في نمو الأصول المصرفية التي تسيطر عليها الدولة، ما ساعد على الزيادة البالغة نحو 70% في مجموع الأصول للنظام المصرفي الروسي. مع التركيز على بنية أساسية رقمية جديدة. لن تتحقق الفوائد الاجتماعية الاقتصادية الجديدة إلا عبر تنفيذ سياسات أحدث قادرة على إدامة هذا التحول والتعجيل به. رغم أن النظرة المستقبلية إيجابية في الغالب، تشير التوقعات إلى أن تحول النموذج الفكري من الاقتصاد الذي ما يزال يتعافى، فقد لا يحدث بالكامل حتى عام 2020.

### التجارة
تُستمد صادرات التجارة الخارجية الروسية بالدرجة الأولى من النفط والبترول (الغاز والفحم) والصلب والفلزات والمعادن. ينصب التركيز في التصدير على صناعة النفط والبترول بشكل أساسي. تشمل الصادرات الهامة الأخرى: الآلات والمعدات والأسمدة والأخشاب والغاز الطبيعي. تعتمد بلدان رابطة الدول المستقلة اعتمادًا كبيرًا على صناعة الصادرات الروسية، إذ توفر معظم احتياجاتها. تستورد روسيا الآلات والمعدات، والمركبات، والسلع الاستهلاكية، والمواد الغذائية، والمنتجات الكيميائية، والسلع الاستهلاكية الصناعية. تعَد كل من ألمانيا وإيطاليا وبولندا وسويسرا والمملكة المتحدة والولايات المتحدة وفنلند شركاء تجاريين رئيسين مع روسيا.

### الناتج المحلي الإجمالي لروسيا
بلغ الناتج المحلي الإجمالي لروسيا 1.578 تريليون دولار أمريكي عام 2017.
بلغ نصيب الفرد من الناتج المحلي الإجمالي في روسيا 10743.10 دولار أمريكي عام 2017.

### الدخل القومي الإجمالي لروسيا
بلغ الدخل القومي الإجمالي 3.655 تريليون دولار أمريكي حسب تعادل القدرة الشرائية عام 2017.

### العملة
عملة روسيا هي الروبل الروسي.
تساوي قيمة 1 روبل روسي، 0.015 دولار أمريكي.

### الفقر
في عام 2015، أشارت التقديرات إلى أن نحو 13.3% من السكان يعيشون تحت خط الفقر في روسيا آنذاك.

## الموارد الطبيعية واستخدام الأرض
تمتلك روسيا أعظم احتياطيات الموارد المعدنية مقارنة بأي دولة في العالم. على الرغم من وفرة هذه الموارد، فإنها تقع في مناطق نائية ذات أحوال طقس قاسية، ما يجعل استخراجها مكلفًا. تعَد البلاد الأكثر وفرةً بالوقود المعدني. تحتوي على ما يصل إلى نصف احتياطي الفحم في العالم، واحتياطيات أكثر للبترول. تتوزع مكامن الفحم في جميع أنحاء المنطقة، ولكن أكبرها تقع في وسط سيبيريا وشرقها. تقع أكثر الحقول تطورًا في غرب سيبيريا، ومنطقة شمال شرق أوروبا، والمنطقة المحيطة بموسكو، وفي جبال الأورال. تقع المخزونات البترولية الرئيسة في غرب سيبيريا وفي الفولغا أورال. توجد مخزونات أصغر في جميع أنحاء البلاد. يمكن العثور على الغاز الطبيعي -المورد الذي تمتلك روسيا منه نحو أربعين في المئة من احتياطيات العالم- على طول ساحل سيبيريا القطبي الشمالي، وشمال القوقاز، وشمال غرب روسيا. تقع مخزونات خام الحديد الكبرى في جنوب موسكو، بالقرب من الحدود الأوكرانية في الشذوذ المغناطيسي لكورسك، وتحتوي هذه المنطقة على مخزونات ضخمة من خام الحديد التي تسببت في انحراف المجال المغناطيسي للأرض. هناك مخزونات أقل في أجزاء أخرى من البلاد. تحوي جبال الأورال مخزونات صغيرة من المنغنيز. توجد عناصر النيكل والتنجستن والكوبالت والموليبدنوم وعناصر تسبيك الحديد الأخرى بكميات كافية.
تحتوي روسيا على معظم المعادن غير الحديدية أيضًا. توجد خامات الألمنيوم بندرة، في منطقة جبال الأورال، وشمال غرب روسيا، وجنوب وسط سيبيريا. بينما يعَد النحاس أكثر وفرة، وتوجد احتياطيات كبيرة في جبال الأورال، ومنطقة نوريلسك بالقرب من مصب نهر ينسي في شرق سيبيريا، وشبه جزيرة كولا. لم تُستغل مخزونات واسعة أخرى تقع شرق بحيرة بايكال، إلا عندما انتهى خط سكة حديد بايكال آمور الرئيس عام 1989.
تحتوي منطقة شمال القوقاز، وأقصى شرق روسيا، والحافة الغربية لحوض كوزنتسك في جنوب سيبيريا على خامات الرصاص والزنك. توجد عادة إلى جانب النحاس والذهب والفضة كمية كبيرة من المعادن الفلزية النادرة الأخرى. تمتلك البلاد واحدة من أكبر احتياطيات الذهب في العالم، وأغلبها في سيبيريا وجبال الأورال. يمكن العثور على رواسب الزئبق وسط جبال الأورال وجنوبها وفي جنوب وسط سيبيريا.
توجد المواد الخام بوفرة أيضًا، بما في ذلك رواسب البوتاسيوم وملح المغنسيوم في منطقة نهر كاما في جبال الأورال الغربية. تحتوي روسيا أيضًا على واحدة من أكبر رواسب أباتيت في العالم، الموجودة في وسط شبه جزيرة كولا. يتوفر الملح الصخري في جنوب غرب جبال الأورال وجنوب غرب بحيرة بايكال. توجد رواسب سطحية من الملح في البحيرات الملحية على طول وادي فولغا السفلي. يمكن العثور على الكبريت في جبال الأورال ووادي فولغا الأوسط.
تُستخدم 8% من الأراضي للزراعة، و4% للمراعي الدائمة، إذ تُعد 46% من الأراضي غابات وأحراش، وتستخدم 42% لأغراض أخرى.

## الكوارث الطبيعية
تعد الأنشطة البركانية في جزر الكوريل والبراكين والزلازل في شبه جزيرة كامشاتكا من الكوارث الطبيعية.
| 1. أديغيا 2. ألطاي 3. باشكورتوستان 4. بورياتيا 5. داغستان 6. إنجوشتيا 7. كبردينو - بلقاريا |  | 8. كالميكيا 9. قرة تشاي - تشركسيا 10. كارليا 11. كومي 12. ماري إل 13. موردوفيا 14. ساخا (ياقوتيا) |  | 15. اوستيا الشمالية - ألانيا 16. تتارستان 17. توفا 18. اودمورتيا 19. خاقاسيا 20. ششنيا 21. تشوفاشيا |